# Davis Cup (film)
Davis Cup är en svensk kortfilm från 1946. Filmen skildrar Davis Cup-tävlingarna i tennis 1946.

### Fotnoter
1. ↑  ”Davis Cup”. Svensk Filmdatabas. http://sfi.se/sv/svensk-filmdatabas/Item/?itemid=30944&type=MOVIE&iv=Basic&ref=/templates/SwedishFilmSearchResult.aspx?id%3d1225%26epslanguage%3dsv%26searchword%3ddavis+cup%26type%3dMovieTitle%26match%3dBegin%26page%3d1%26prom%3dFalse. Läst 21 mars 2013.